# Matthias Garten
Matthias Garten (* 1964 in Jugenheim, Hessen) ist ein deutscher Sachbuchautor, Redner und Unternehmer im Bereich Präsentationen und künstlicher Intelligenz.

## Leben und Wirken
Garten studierte Informatik mit dem Nebenfach Psychologie an der Universität der Bundeswehr München im Rahmen einer Offiziersausbildung und schloss als Diplom-Wirtschaftsinformatiker sein Studium an der Technischen Universität Darmstadt ab.
1993 gründete er eine Agentur namens Smavicon für die Beratung, Erstellung und das Training im Bereich multimediale Präsentationen in Mühltal; den Sitz verlegte er 1998 nach Griesheim. Zudem hält Garten Vorträge, leitet Workshops und schreibt Bücher zu dem Thema Präsentationen, insbesondere zu der Erstellung solcher mit Microsoft PowerPoint.  Im Jahr 2018 gründete Garten das Unternehmen Inflow Presentation Trend Academy, über welches Seminare zu diesem Thema angeboten werden. Darüber hinaus berät er hinsichtlich der Einbindung von Künstlicher Intelligenz zur Erstellung von Präsentationen.

### Mitgliedschaften
- seit 2008: Top 100 Trainers Excellence
- seit 2013: Mitglied im Club 55

## Publikationen (Auswahl)
- Matthias Garten: Best business presentations: Expertenwissen für Multimediapräsentationen und professionelle Vorträge. Gabler Verlag, Wiesbaden 2004, ISBN 978-3-409-12566-6.
- Matthias Garten: Kreativ-Storyboards, Konzepte und Ideen visualisieren. In: Gerd Otto-Rieke (Hrsg.): Modernes Office-Management. Alabasta Verlag, München 2006, ISBN 978-3-938778-02-9.
- Matthias Garten: Illustrationen für Gerd Kulhavy, Christoph Winkler: Danke... und werde glücklich! Rezepte für die Seele! Gabal Verlag, Offenbach 2006, ISBN 978-3-89749-651-4.
- Matthias Garten: 30 Minuten für die professionelle Multimediapräsentation. Gabal Verlag, Offenbach 2009, ISBN 978-3-89749-933-1.
- Matthias Garten: Erfolgreich präsentieren mit PowerPoint 2010: Das umfassende Training für perfekte Vorträge – inklusive Coaching für den souveränen Auftritt. Galileo Press, Bonn 2010, ISBN 978-3-8362-1784-2.
- Matthias Garten: PowerPoint: Der Ratgeber für bessere Präsentationen. Galileo Press, Bonn 2011, ISBN 978-3-8421-0001-5.
- Matthias Garten: Präsentationen erfolgreich gestalten und halten: Wie Sie mit starker Wirkung präsentieren. Gabal Verlag, Offenbach 2013, ISBN 978-3-86936-522-0.
- Matthias Garten: PowerPoint: Der Ratgeber für bessere Präsentationen. Vierfarben, Bonn 2013, ISBN 978-3-8421-0072-5.
- Matthias Garten: Power Point: Der Ratgeber für bessere Präsentationen. Vierfarben, Bonn 2016, ISBN 978-3-8421-0193-7.
- Matthias Garten: Die Magicbox für Präsentationen: 77 Ideen und mehr zum Präsentieren, Begeistern und Überzeugen. Tredition, Hamburg 2017, ISBN 978-3-7439-6510-2.
- Matthias Garten: Gamification – Präsentationen mit Fun-Faktor: Spielerisch, unterhaltsam und wirkungsvoll präsentieren. 1. Auflage. Businessvillage GmbH, Göttingen 2023, ISBN 978-3-86980-687-7.

## Auszeichnungen
- Conga Award 2008 und 2009